# 天主教亚庇总教区
天主教亞庇總教區（拉丁語：Archdioecesis Kotakinabaluensis）是羅馬天主教的一個教省總教區，位於馬來西亞沙巴州西北部（西海岸區和古達區）和納閩。現任總主教為黃士交（2012年至今）。主教座堂是亞庇的聖心主教座堂。

## 概況
至2008年，有15個堂區、178,962教友、27位司鐸、5位修士、136名修女。

## 歷史
宗座監牧區於1855年建立，1952年成為宗座代牧區，1976年升為教區，屬古晉總教區。1992年根地咬教區分出，2007年山打根教區分出。教區於2008年5月23日升為總教區，下轄山打根和根地咬教區。

## 所辖教区
- 天主教根底咬教區
- 天主教山打根教區